# Saison 2020-2021 du Stade français Paris rugby
Cette page présente la saison 2020-2021 du Stade français Paris rugby en Top 14 et en Challenge européen.

## Entraîneurs
- Gonzalo Quesada : entraîneur en chef
- Laurent Sempéré : entraîneur des avants
- Julien Arias : entraîneur des arrières

## Effectif
| Nom                  | Poste            | Naissance         | Nationalité    | Sélection nationale | Dernier club             | Arrivée au club (année) |
| -------------------- | ---------------- | ----------------- | -------------- | ------------------- | ------------------------ | ----------------------- |
| Paul Alo-Emile       | Pilier           | 21 décembre 1991  | Samoa          |                     | Melbourne Rebels         | 2015                    |
| Quentin Bethune      | Pilier           | 25 septembre 1995 | France         | -                   | SU Agen                  | 2019                    |
| Stéphane Clément     | Pilier           | 3 juillet 1987    | France         | -                   | Lyon OU                  | 2018                    |
| Vasil Kakovin        | Pilier           | 1er décembre 1989 | Géorgie        |                     | Racing 92                | 2020                    |
| Sami Mavinga (en)    | Pilier           | 25 mai 1993       | France         | -                   | Lyon OU                  | 2019                    |
| Giorgi Melikidze     | Pilier           | 24 mai 1996       | Géorgie        |                     | Kharebi Rustavi          | 2015                    |
| Luke Tagi            | Pilier           | 23 juin 1997      | Fidji          |                     | Fidjian Drua             | 2009                    |
| Dylan Smith (en)     | Pilier           | 26 février 1994   | Afrique du Sud |                     | Lions                    | 2020                    |
| Lucas Da Silva       | Talonneur        | 19 décembre 1997  | France         | -                   | Formé au club            | 2017                    |
| Tolu Latu            | Talonneur        | 23 février 1993   | Australie      |                     | Waratahs                 | 2019                    |
| Laurent Panis        | Talonneur        | 23 avril 1993     | France         | -                   | Formé au club            | 2009                    |
| Pierre-Henri Azagoh  | 2e ligne         | 25 juillet 1998   | France         | -                   | RC Massy                 | 2019                    |
| Matthieu De Giovanni | 2e ligne         | 10 janvier 1994   | France         | -                   | Formé au club            | 2014                    |
| Paul Gabrillagues    | 2e ligne         | 3 juin 1993       | France         |                     | Formé au club            | 2014                    |
| Gerbrandt Grobler    | 2e ligne         | 6 février 1992    | Afrique du Sud | -                   | Gloucester Rugby         | 2020                    |
| Yoann Maestri        | 2e ligne         | 14 janvier 1988   | France         |                     | Stade toulousain         | 2018                    |
| Antoine Burban       | 3e ligne         | 22 juillet 1987   | France         |                     | PUC                      | 2006                    |
| Ryan Chapuis         | 3e ligne         | 12 décembre 1997  | France         | -                   | Formé au club            | 2018                    |
| Charlie Francoz      | 3e ligne         | 3 juin 1998       | France         | -                   | Stade Rochelais          | 2017                    |
| Loïc Godener         | 3e ligne         | 13 août 1995      | France         | -                   | FC Grenoble              | 2019                    |
| Talalelei Gray       | 3e ligne         | 28 février 1990   | Australie      | -                   | Stade toulousain         | 2018                    |
| Marcos Kremer        | 3e ligne         | 30 juillet 1997   | Argentine      |                     | Jaguares                 | 2020                    |
| Sekou Macalou        | 3e ligne         | 20 avril 1995     | France         |                     | Rugby club Massy Essonne | 2015                    |
| Pablo Matera         | 3e ligne         | 18 juillet 1993   | Argentine      |                     | Jaguares                 | 2019                    |
| Sylvain Nicolas      | 3e ligne         | 21 juin 1987      | France         | -                   | Stade toulousain         | 2013                    |
| Arthur Coville       | Demi de mêlée    | 4 février 1998    | France         | -                   | RC Vannes                | 2017                    |
| James Hall           | Demi de mêlée    | 2 janvier 1996    | Afrique du Sud | -                   | Oyonnax rugby            | 2019                    |
| Nicolas Sanchez      | Demi d'ouverture | 26 octobre 1988   | Argentine      | -                   | Jaguares                 | 2018                    |
| Joris Segonds        | Demi d'ouverture | 6 avril 1997      | France         | -                   | Stade aurillacois        | 2019                    |
| Léo Barré            | Demi d'ouverture | 20 août 2002      | France         | -                   | RC Massy                 | 2020                    |
| Alex Arrate          | Centre           | 24 juin 1997      | France         | -                   | Biarritz olympique       | 2018                    |
| Jonathan Danty       | Centre           | 7 octobre 1992    | France         |                     | Formé au club            | 2011                    |
| Julien Delbouis      | Centre           | 4 août 1999       | France         | -                   | RC Massy                 | 2018                    |
| Gaël Fickou          | Centre           | 26 mars 1994      | France         |                     | Stade toulousain         | 2018                    |
| Atu Manu             | Centre           | 24 juillet 1998   | Tonga          | -                   | US Carcassonne           | 2020                    |
| Lester Etien         | Ailier           | 21 juin 1995      | France         | -                   | RC Massy                 | 2018                    |
| Adrien Lapègue       | Ailier           | 21 octobre 1998   | France         | -                   | Aviron bayonnais         | 2018                    |
| Sefanaia Naivalu     | Ailier           | 7 janvier 1992    | Australie      |                     | Melbourne Rising         | 2019                    |
| Waisea Nayacalevu    | Ailier           | 26 juin 1990      | Fidji          |                     | Melbourne RUFC (en)      | 2012                    |
| Kylan Hamdaoui       | Arrière          | 15 avril 1994     | France         | -                   | Biarritz olympique       | 2018                    |
| Telusa Veainu        | Arrière          | 26 décembre 1990  | Tonga          |                     | Leicester Tigers         | 2020                    |

## Calendrier et résultats

### Top 14
| - Castres olympique - Stade français : 16-22 - Stade français - Aviron bayonnais : 19-26 - SU Agen - Stade français : 3-20 - ASM Clermont - Stade français : 41-27 - Stade français - Racing 92 : 25-27 - Stade français - Stade toulousain : 48-14 - Stade français - Stade rochelais : 35-13 - Stade français - Union Bordeaux Bègles : 26-16 - Lyon OU - Stade français : 20-19 - Stade français - RC Toulon : 24-23 - Section paloise - Stade français : 29-27 - Stade français - CA Brive : 51-21 - Stade français - Montpellier HR : 32-10 | - Stade français - Castres olympique : 29 - 9 - Aviron bayonnais - Stade français : 9-12 - Stade français - SU Agen : 40-21 - Stade français - ASM Clermont : 27-34 - Racing 92 - Stade français : 29-35 - Stade toulousain - Stade français : 48-24 - Stade rochelais - Stade français : 16-11 - Union Bordeaux Bègles - Stade français : 44-6 - Stade français - Lyon OU : 46-27 - RC Toulon - Stade français : 35-13 - Stade français - Section paloise : 46-32 - CA Brive - Stade français : 21-31 - Montpellier HR - Stade français : 31-6 |

#### Barrages
Les matchs de barrage ont lieu le weekend du 12 juin 2021 dans les stades des équipes qualifiées les mieux classées.
| Barrage Vendredi 11 juin 2021 21 h | Racing 92 | 38 - 21 (28 - 0) | Stade français Paris                                                                                      | Paris La Défense Arena, Nanterre Arbitre : Thomas Charabas Diffuseur : Canal+ |
| Barrage Vendredi 11 juin 2021 21 h | Essai(s) : 5 Fickou (5e), Thomas (11e), Machenaud (18e), Zebo (29e), Kolingar (43e) Transformation(s) : 5 Machenaud (5e, 11e, 18e, 29e, 43e) Pénalité(s) : 1 Le Garrec (50e) |                  | Essai(s) : 3 Naivalu (47e), Macalou (62e), Nayacalevu (66e) Transformation(s) : 3 Segonds (47e, 62e, 67e) | Paris La Défense Arena, Nanterre Arbitre : Thomas Charabas Diffuseur : Canal+ |
| Barrage Vendredi 11 juin 2021 21 h | |                  | | Paris La Défense Arena, Nanterre Arbitre : Thomas Charabas Diffuseur : Canal+ |

### Challenge européen
Dans le Challenge européen, le Stade français Rugby est opposé aux Italiens du Benetton Rugby et aux Gallois des Cardiff Blues.
Lors de son deuxième match, le Stade Français décide de déclarer forfait en raison de risques de COVID-19, ce qui entraine une victoire pour le Cardiff Blues avec 4 essais transformés.
| - Stade français - Benetton Rugby : 20-44 - Cardiff Blues - Stade français : 28-0 | - Stade français - Cardiff Blues : reporté - Benetton Rugby - Stade français : reporté |

Avec 2 défaites, le Stade français termine 13e et n'est qualifié pour les huitièmes de finale.

## Statistiques

### Championnat de France
Meilleurs réalisateurs
| Rang | Joueur | Poste | Points | Essais | Transf. | Pén. | Drops |
| ---- | ------ | ----- | ------ | ------ | ------- | ---- | ----- |
| 1    | -      | -     | -      | -      | -       | -    | -     |
| 2    | -      | -     | -      | -      | -       | -    | -     |
| 3    | -      | -     | -      | -      | -       | -    | -     |

Meilleurs marqueurs
| Rang | Joueur | Poste | Essais |
| ---- | ------ | ----- | ------ |
| 1    | -      | -     | -      |
| 2    | -      | -     | -      |
| 3    | -      | -     | -      |
| 4    | -      | -     | -      |
| 5    | -      | -     | -      |

### Challenge européen
Meilleurs réalisateurs
| Rang | Joueur | Poste | Points | Essais | Transf. | Pén. | Drops |
| ---- | ------ | ----- | ------ | ------ | ------- | ---- | ----- |
| 1    | -      | -     | -      | -      | -       | -    | -     |
| 2    | -      | -     | -      | -      | -       | -    | -     |
| 3    | -      | -     | -      | -      | -       | -    | -     |

Meilleurs marqueurs
| Rang | Joueur | Poste | Essais |
| ---- | ------ | ----- | ------ |
| 1    | -      | -     | -      |
| 2    | -      | -     | -      |
| 3    | -      | -     | -      |
| 4    | -      | -     | -      |
| 5    | -      | -     | -      |